# Empoasca serrula
Empoasca serrula är en insektsart som beskrevs av Davidson och Delong 1940. Empoasca serrula ingår i släktet Empoasca och familjen dvärgstritar. Inga underarter finns listade i Catalogue of Life.